# Roode polder
De Roode polder is een poldertje ten zuiden van het centrum van Breskens, behorende tot de Baarzandepolders.
Het slechts 10 ha metende poldertje werd geïnundeerd in 1583 en in 1610 voorzien van een ringdijk en herdijkt. In 1840 werd de ringdijk afgegraven. Mede door de aanleg van woonwijken van Breskens en -in 1958- van de Rijksweg naar de nieuwe Veerhaven is er van deze polder in het landschap niets meer terug te vinden.